# Бодрогкерестур
Культура Бодрогкерестур-Горнешты — археологическая культура эпохи энеолита, существовавшая на северо-востоке Словакии, а также на территории Венгрии к востоку от Будапешта и на западе Трансильвании вплоть до востока Бачки, Срема и Баната на юге. Согласно радиоуглеродной датировке, существовала примерно с 4000/3900 по 3700-3600 гг. до н. э. и была наследницей культуры культуры Тисаполгар-Романешты.

## Характеристика
Точную границу между бодрогкерестурской и предшествующей тисаполгарской культурой установить трудно, поскольку на изменения в основном влияли внешние факторы. В целом, в бодрогкерестурских материалах внешнее влияние заметно гораздо сильнее. Это наиболее заметно в изменениях ритуала захоронения покойников: из 800 известных 796 являются погребениями с трупоположением, а не трупосожжением. Погребения следовали строгому ритуалу — покойников укладывали на бок в скорченном положении (женщин на левом, мужчин на правом боку), ориентация — восток-запад. Для захоронений часто использовались погребения, созданные ещё в эпоху тисаполгарской культуры, которые не уничтожались.

## Артефакты
Керамика в целом худшего качества, чем тисаполгарская, различных размеров, лощёная и полированная. Как и тисаполгарская, бодрогкерестурская керамика не имеет росписи, но украшена нарезным орнаментом и насечками, также добавились такие виды орнамента, как «шахматы», меандры и геометрические мотивы. Для бодрогкерестурской культуры характерны так называемые «молочные кувшины», удлиненные, с круглой нижней частью и узким горлышком, с двумя ручками.
Большинство металлических изделий найдено на Великой Венгерской равнине: это медные топоры и другие виды оружия. Имеются также ювелирные изделия: золотые кулоны, кольца и браслеты, мраморные бусины.

## Исчезновение
Вытеснена культурой Баден-Болераз, которая, по-видимому, не была её преемником.